# Cảnh Sơn

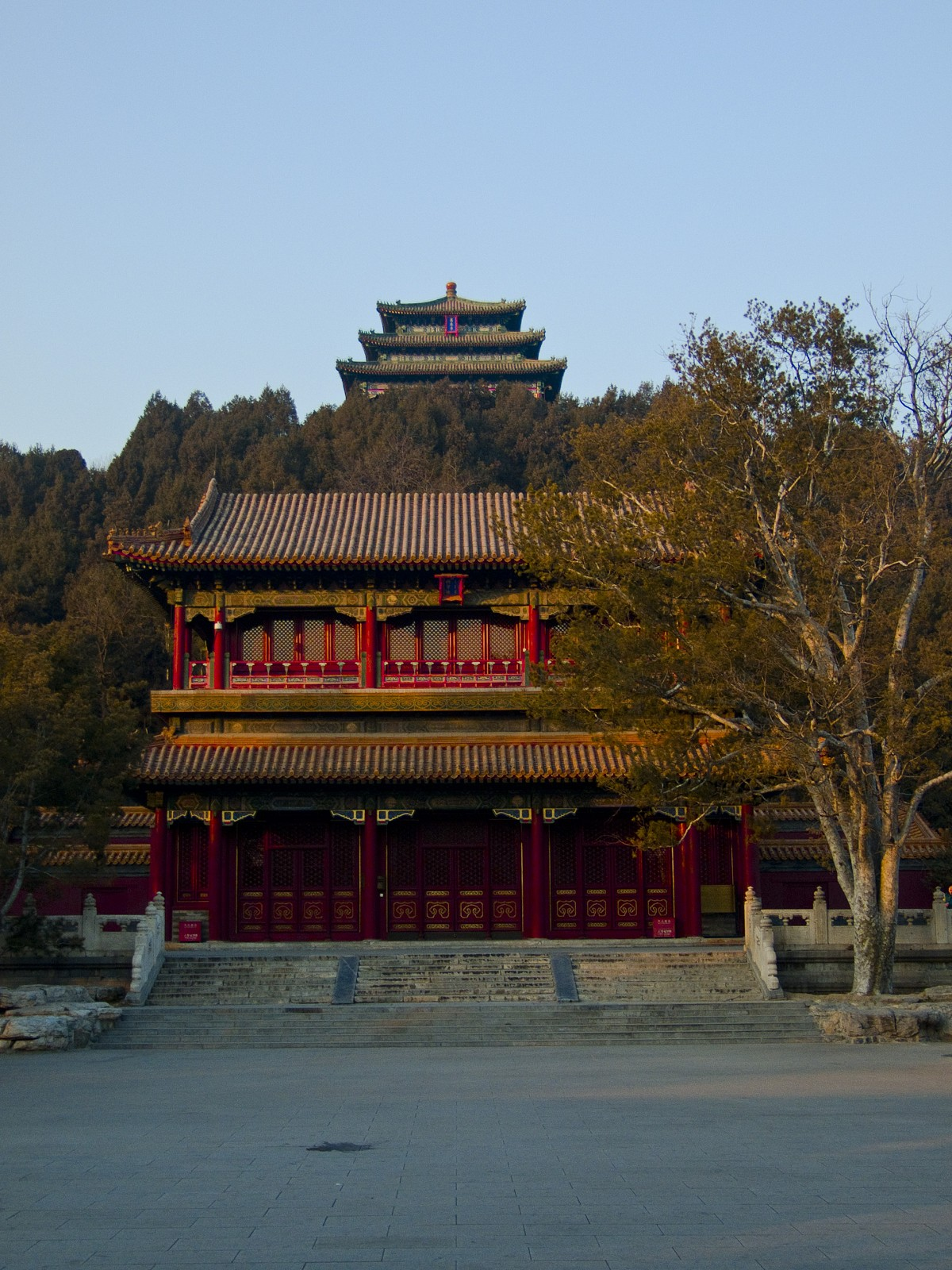
Cảnh Sơn

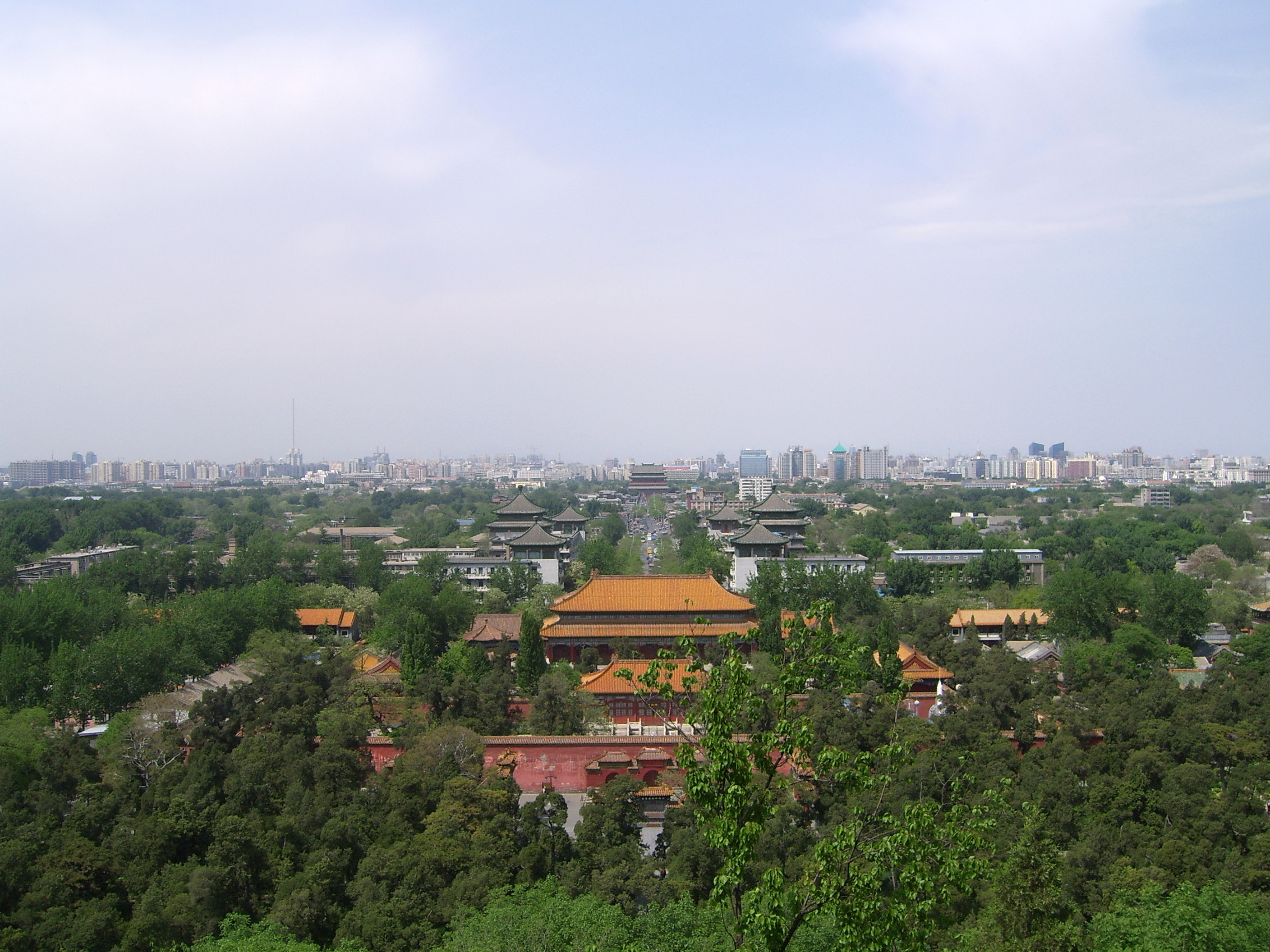
Nhìn từ trên nóc của Cảnh Sơn

Cảnh Sơn (tiếng Trung: 景山; bính âm: Jǐngshān; nghĩa đen 'Núi cảnh') là một ngọn đồi nhân tạo ở thành phố Bắc Kinh, Cộng hòa Nhân dân Trung Hoa. Núi này tọa lạc ở quận Tây Thành, chính bắc của Tử Cấm Thành Bắc Kinh, trục trung tâm của Bắc Kinh. Ban đầu nó là một vườn của Hoàng gia, hiện là một công viên với tên gọi Công viên Cảnh Sơn (景山公园).
Theo nghĩa đen, đồi nhân tao Cảnh Sơn còn được hiểu là "Đồi Phòng Vệ". Trước đây, đồi Cảnh Sơn được gắn liền với Tử Cấm Thành, Cảnh Sơn được mở cửa vào năm 1928. Công Viên Cảnh Sơn chính thức được thành lập vào năm 1949.

## Lịch sử
Lịch sử của vườn Cảnh Sơn có liên quan đến triều đại Liêu và Kim, gần 1,000 năm trước. Ngọn đồi nhân tạo cao 45,7 mét (150 ft) được xây dựng nhân tạo bởi vua Vĩnh Lạc của nhà Minh. Ngọn đồi được tạo nên hoàn toàn bằng đất được đào lên trong việc xây dựng những con hào tại Tử Cấm Thành và những con kênh gần đó. Đồi Cảnh Sơn đặc biệt ấn tượng khi đất được đắp hoàn toàn di chuyển bằng sức người và động vật. Đồi Cảnh Sơn có 5 đỉnh đồi riêng biệt và trên đỉnh của mỗi đỉnh là một sảnh đường được xây dựng vô cùng tỉ mỉ và công phu. Những sảnh đường này được sử dụng chính thức cho hoạt động giải trí. Vị trí của 5 định núi này tạo ra trục lịch sử gần đúng với trung tâm của Bắc Kinh.
Theo lý giải của thuật Phong Thủy, đây là đồi được xây tạo thế bình phong cho cung thành vốn không có đồi núi chen chắn, do đó dân gian gọi đây là Đồi Phong Thủy. Dân gian cũng gọi đây là Đồi Than (tiếng Trung: 煤山; bính âm: Méishān).
Vị vua cuối cùng của nhà Minh, Minh Tư Tông (明思宗) đã tự vẫn tại đây bằng cách treo cổ vào năm 1644.